# Rotaract
Rotaract er en international organisation for unge i alderen 18 til 30 år stiftet af Rotary International i 1968. Målet med Rotaract er at udvikle dynamiske, unge mennesker, der arbejder for at gøre en forskel i samfundet – i en ånd af udvikling, optimisme og sjov.
Rotaract arbejder for at lave humanitære og samfundorienterede projekter, mens organisationens medlemmer samtidig udvikles. 
Der er omkring 9.539 klubber med tilsammen 219.397 medlemmer over hele verden.
Der er pr. december 2014 11 klubber rundt omkring i Danmark.
Der er fire klubber i København:
- Københavns Rotaract
- København Rotaract Nord
- Frederiksberg Rotaract
- Den internationale Rotaractklub IRCC (International Rotaract Club Copenhagen)

Derudover er der fem Rotaract klubber i resten af Danmark:
- Sct. Alban Rotaract Club (Odense)
- Marselis Rotaract Club (Aarhus)
- Rotaract Horsens
- Rotaract Club Holstebro
- Aalborg Rotaract

Rotaractklubberne holder møde hver anden uge – typisk skiftevis hjemme- og udemøder. På hjemmemøderne har klubben oftest besøg af en foredragsholder, på udemøderne får klubbens medlemmer et indblik i forskellige virksomheder, organisationer mv. Det er klubbens egne medlemmer, der arrangerer møderne. Herudover har de enkelte klubber aktive udvalg, som medlemmerne deltager i og planlægger velgørenhedsprojekter af forskellig art. 

Rotaracts mål er:
1. at udvikle faglig dygtighed og lederevner.
2. at opbygge respekten for andres rettigheder.
3. at anerkende ethvert nyttigt arbejdes værdi som en mulighed for at udvise hjælpsomhed.
4. at anerkende, praktisere og fremme høje etiske normer som en forudsætning for ledelse og arbejde.
5. at give mulighed for at opnå større kundskab og forståelse af samfundsproblemer samt viden om nationale og internationale spørgsmål.
6. at give mulighed for gennem personlig og fælles handling at fremme international forståelse og venskab med alle folkeslag.

## Ekstern henvisning
- Rotaracts hjemmeside
- Rotaract Danmarks Facebookside